# ボンバーマンII
『ボンバーマンII』（ボンバーマンツー、BOMBER MAN II）は、1991年6月28日にハドソンから発売されたファミリーコンピュータ用固定画面アクションゲーム。日本国外では同年に欧州にて『Dynablaster』のタイトルで発売され、北米では原題のまま1993年に発売された。

## 概要
『ボンバーマンシリーズ』第5作目、そしてファミリーコンピュータ用ソフト第3作目。PCエンジン用ソフト『ボンバーマン』（1990年、以下「PCエンジン版」と表記する）のスタッフが制作しており、主人公のグラフィックや敵キャラクター、複数のエリアに分かれたステージ構成など、随所にPCエンジン版に近い仕様が存在する。
開発はハドソンが行い、PCエンジン版から引き続きプロデューサーは藤原茂樹、音楽は竹間淳、グラフィック・デザイナーは佐々木みかが担当し、ゲーム・デザインは後にNINTENDO 64用ソフト『爆ボンバーマン』（1997年）を手掛けた奥野仁が担当している。
後にゲームボーイアドバンス用ソフト『ハドソンベストコレクション Vol.1 ボンバーマンコレクション』（2005年）に初代となるファミリーコンピュータ用ソフト『ボンバーマン』（1985年）と共に収録された。ただし対戦機能は削除されている。

## ゲーム内容

### ノーマルモード
一人用のゲームモード。初代ボンバーマンやPCエンジン版と同じようにステージを1つずつ順番に進めていく。ステージ内の敵をすべて倒したあと、ソフトブロック（破壊可能なブロック）から出てきた出口の上に立てばステージクリア。ただし本作ではPCエンジン版と異なり、ボスクラスの敵は存在しない。制限時間も設定されているが、本作では時間切れになると即ミスになる。

#### ボーナスステージ
各エリアの6面に出現するアイテム「ボンバーマン」を取得すると、7面の前にボーナスステージが始まる。このステージではボンバーマンは無敵になる。制限時間内にできるだけ多くの敵を倒すのが目的。敵をある程度倒すと出現するボンバーマンに触れると残り人数が1人増える。

### VSモード
プレイヤー2人で遊べる対戦モード。ブロックを破壊してアイテムを回収しつつ、相手プレイヤーを爆弾の炎に巻き込めば勝利となる。対戦は5本勝負だが、4対4になるとジュースとなり、先に2本先取するか10点とったプレイヤーが最終的な勝者となる。コンピュータを交えた対戦はできない。

### バトルモード
プレイヤー3人で遊べる対戦モード。このモードをプレイするには別売りのコントローラが必要になる。基本的なルールはVSモードと変わらないが、プレイヤーの初期能力はVSモードの方が若干高い。また、取得するとマイナス効果の表れる「ドクロパネル」が出現する。勝戦回数は1～5本勝負のいずれかから選ぶことができ、最初に勝ち数がそれに達したプレイヤーが勝者となる。VSモード同様、コンピュータを交えた対戦はできない。

### アイテム
爆弾ストックアップ
一度に設置できる爆弾の数が増える。最大個数は8個。
火力アップ
爆弾の火力が1ブロック分増加する。最大火力は5ブロック分。
リモコン
Bボタンで爆弾を任意のタイミングで爆破できるようになる。ミスすると効果は無くなる。
スピードアップ
移動速度がアップする。ミスすると効果は無くなる。
ファイヤースーツA
爆風を受けても平気になるが、爆弾の火力分撥ね飛ばされてしまう。一定時間が経過すると効果は無くなる。ただし、敵キャラに触れるとミスになる。
ファイヤースーツB
爆風を受けても平気になり、吹き飛ばされることもない。一定時間が経過するかミスすると効果は無くなる。
なお、効果時間はファイヤースーツAより短く、Aと同様、敵キャラに触れるとミスになる。
ファイヤースーツC
Bの上位種で、爆風を受けても平気になり、吹き飛ばされず、敵キャラに触れてもミスにならない。一定時間が経過すると効果はなくなる。
ミステリーによってのみ取得できる。
壁通り抜け
破壊可能な壁をすり抜けられる。ミスすると効果は無くなる。
爆弾すり抜け
爆弾をすり抜けられる。ミスすると効果は無くなる。
スコア （「＄」マーク）
爆弾、火力アップがランダムでこれに変化する。100点、200点、400点、800点、1600点、3200点、6400点のうちランダムでスコアが加算される。
ミステリー （「？」マーク）
リモコン取得済み時のみ、リモコンがこれに変化する。
ファイヤースーツA、ファイヤースーツB、ファイヤースーツC、スコアボーナス、1UPの中からランダム。
ボーナス （「ボンバーマン」の絵）
各エリア6面に出現。取ると7面が始まる前にボーナスステージに行くことができる。
ドクロ
前述の通り、3人対戦の「バトルモード」のみの登場。取ると以下の効果がランダムで現れる。
- 足が極端に速くなる。
- 足が遅くなる。
- 火力が最小になる。
- 爆弾を勝手に置いてしまう。

また、上記の4つの効果は触れた他のプレーヤーに伝染する事ができる。

## 設定

### ストーリー
ホワイトボンバーマンは、鉱山で働く真面目な青年であったが、ブラックボンバーマンの陰謀によって銀行強盗の濡れ衣を着せられて警察に逮捕され、刑務所に収容されてしまう。彼は、自分が無実であることを証明するため、刑務所から脱走することを試みた。

### ステージ構成
PCエンジン版と同じく、それぞれのエリアが8つのステージに分かれており、エリア開始時にはその景色の中に立つボンバーマンの一枚絵が表示される。ステージ数は全部で48あり、最終ステージをクリアすればエンディングが流れてゲーム終了となる。
- エリア1…刑務所
- エリア2…森林
- エリア3…山
- エリア4…沼地
- エリア5…洞窟
- エリア6…ふたたび刑務所

## 敵キャラクター
敵キャラクターは全部で16種類。うち3種類はFC版初代から引き続きの登場で、その他ほとんどの敵は前年発売のPCエンジン版からの続投。PCエンジン版と比べると若干種類は減るが、その代わり型違い同パターンだったキャラクターが、今作では16種類全て別々に個性づけされるようになった。カッコ内は（キャラの色、初出ステージ、単体で倒した時の得点）。一度に複数の敵を倒すと、2倍、4倍、8倍と得点が倍増する（最大で8倍）。
バロム（赤、1-1～、100点）
初代から引き続き登場。風船の形をしたシリーズお馴染みの敵キャラクター。
- 壁や爆弾に5回ぶつかるごとに移動方向を変える。
- 移動速度は遅く、プレイヤーには反応しない。

ボヨン（青、1-2～、400点）
丸い目と縦長の口が特徴で、大きく伸び縮みしている敵。
- ソフトブロックを通過する。
- 3マス進んでは2マス戻るを繰り返し、3往復（行く手を遮られた場合4往復）ごとに移動方向を変える。
- 移動速度は普通、プレイヤーには反応しない。

テルピョー（緑、1-3～、200点）
タコのような姿をした敵。
- 基本的に一定方向を延々と往復し続ける。
- 移動速度は普通、プレイヤーが縦横同一直線上に並ぶと、追いかけるように移動方向を変える。

ナガチャム（赤、1-4～、200点）
帽子をかぶって舌を出した、お化けのような姿の敵。
- ソフトブロックを通過する。
- 移動速度は遅く、プレイヤーには反応せずランダムに歩き回る。
- 画面内かつプレイヤーがすぐ近くにいない時、プレイヤーのすぐ隣のマスにワープして来る。

パース（赤、1-7～、400点）
初代から引き続き登場。トラが顔だけになったような敵。
- 基本移動パターンはテルピョーと同じ。
- 移動速度は普通、プレイヤーが同一直線上に並ぶと、スピードを上げて突っ込んで来る。

ポーモリ（青、1-8～、100点）
コウモリと翼竜を足して2で割ったような姿の敵。
- ソフトブロックを通過する。
- 移動速度は遅いが、プレイヤーをしつこく追い回す動きをする。

ポンタン（赤、2-1～、100点）
初代から引き続き登場。せんべいのような形の敵。初代＆PCエンジン版では「速い、ソフトブロックを通過する、追いかけてくる」と三拍子揃った強敵だったが、今作ではそれらの要素が無くなり大幅に弱体化した。
- 移動速度は普通、壁や爆弾に1回（進路の片方が袋小路の場合は8回）当たるごとに移動方向を変える。

フラッパー（赤、2-1～、400点）
チューリップの花のような形をした敵。
- 移動速度は遅く、基本移動パターンはバロムと同じ。
- 行く先に爆風がある場合、止まったり反転したりしてこれを避ける。

バッファ（緑、2-2～、400点）
イチョウの葉のような形で、膨らんだりしぼんだりしている敵。
- ソフトブロックを通過する。
- 移動速度は遅い。ポーモリほど積極的でないが、プレイヤーにじわじわと近寄ってくる。

オジン（緑、3-1～、1,000点）
一見ボヨンと形が似ているが、こっちは体色が緑色で歯を剥き出しにしている。
- 移動速度は遅く、プレイヤーに反応せずランダムに動き回る。

エクトプ（青、3-2～、400点）
アメーバのように形を変えながら動く敵。
- ソフトブロックを通過する上、唯一爆弾も通過出来る。接触された爆弾はしばらく起爆しなくなってしまう。
- 移動速度は遅く、プレイヤーには反応せずランダムに動き回る。

ウォータン（青、4-1～、400点）
クラゲのような敵。
- 1マス置きにピタッ、ピタッと止まる独特の動き方で、ランダム方向に移動する。
- 移動速度は基本的に遅いが、爆風が及ぶ範囲内では速くなる。

ガチャ（緑、4-1～、1,000点）
顔だけのワニのような敵。名前の通りガチャガチャ口を動かしている。
- 基本移動パターンはテルピョーと同じで、プレイヤーを見かけると移動方向を変える。
- 縦方向の移動速度は遅く、横方向の移動速度は普通。

ボマ（緑、4-8～、400点）
仏頂面をしたまん丸の、カエルのような敵。今作唯一の新規キャラクター。
- 移動パターンはバロムと同じ。
- 23マス移動するごとに爆弾に変身する。火力はプレイヤーに依存し、変身してから爆発するまでは無敵。なお、ボマが他の敵キャラを倒してもプレイヤーに得点が入る。
- 移動速度は普通、プレイヤーには反応しない。

マロン（緑、5-1～、1,000点）
正面を向いたとき顔がフニャフニャと動いている。白い体に鉢巻のような緑の模様が特徴の敵。
- 4マス移動して一時停止する独特の移動パターンで、移動方向はランダム。
- 基本移動速度は遅いが、一時停止中、縦横同一直線上にプレイヤーが並ぶと高速で突っ込んで来る。

コリスケ（青、5-1～、1,000点）
独楽のような姿で常に横回転している敵。
- 移動パターンはポンタンと同じ。
- 移動速度はボンバーマンと同じで一番速いが、プレイヤーには反応しない。

## 移植版
| No. | タイトル                                                  | 発売日         | 対応機種               | 開発元   | 発売元   | メディア     | 型式     | 備考 | 出典        |
| --- | --------------------------------------------------------- | -------------- | ---------------------- | -------- | -------- | ------------ | -------- | ---- | ----------- |
| 1   | ハドソンベストコレクション Vol.1 ボンバーマンコレクション | 2005年12月22日 | ゲームボーイアドバンス | ハドソン | ハドソン | ロムカセット | AGB-B7IJ |      | [ 2 ] [ 3 ] |

## スタッフ
- メイン・プログラム：小坂恭洋
- グラフィック・デザイン：佐々木みか
- ゲーム・デザイン：奥野仁
- 音楽：竹間淳
- サウンド・プログラム：奥野仁、成田修
- プロデューサー：藤原茂樹
- スペシャル・サンクス：BENHUR NAGACHAN、ONJI KUWAHARA

## 評価
ゲーム誌『ファミコン通信』の「クロスレビュー」では合計27点（満40点）、『ファミリーコンピュータMagazine』の読者投票による「ゲーム通信簿」での評価は以下の通り、22.8点（満30点）となっている。
| 項目 | キャラクタ | 音楽 | お買得度 | 操作性 | 熱中度 | オリジナリティ | 総合 |
| 得点 | 4.1        | 3.5  | 3.8      | 3.9    | 4.0    | 3.5            | 22.8 |